# 667년

## 연호
- 당(唐) 건봉(乾封) 2년

## 기년
- 당(唐) 고종(高宗) 18년
- 신라(新羅) 문무왕(文武王) 7년
- 고구려(高句麗) 보장왕(寶臧王) 26년

## 사건
- 당나라가 연남생을 구원한다는 명분으로 제 3차 고당전쟁을 일으켰다
- 고구려, 연개소문의 차남 연남건이 막리지가 됨.